# نتالي كاردون
نتالي كاردون (بالفرنسية: Nathalie Cardone)‏ هي ممثلة ومغنية فرنسية ولدت في يوم 29 مارس 1967 في مدينة بو في البرانيس الأطلسية في فرنسا.

## السيرة الذاتية
ولدت كاردون في بو في جنوب غرب فرنسا، من والد صقلي وأم إسبانية، ظهرت أول مرة في الشاشة الفرنسية كممثلة في فلم A Strange Place to Meet في سنة 1988 مع جيرارد ديبارديو وكاترين دينوف ورشحت بسببه لنيل جائزة سيزار لأفضل ممثلة واعدة في 1989.
ثم مثلت دور صغير في فلم The Little Thief في 1988، ووجد نفسها في الغناء مع لوران بوتونا ومع عملها مع ميلين فارمر، وأنتجت لها أغنية Populaire و Mon Ange و أستا سييمبري وألتي كانت مخصصة للثوري الشيوعي الأرجنتيني تشي غيفارا، وحصلت على مبيعات أكثر من 750 ألف نسخة في فرنسا.

## روابط خارجية
- الموقع الرسمي
- نتالي كاردون على موقع IMDb (الإنجليزية)
- نتالي كاردون على موقع ألو سيني (الفرنسية)
- نتالي كاردون على موقع ميوزك برينز (الإنجليزية)
- نتالي كاردون على موقع أول موفي (الإنجليزية)
- نتالي كاردون على موقع قاعدة بيانات الأفلام السويدية (السويدية)
- نتالي كاردون على موقع ديسكوغز (الإنجليزية)
- نتالي كاردون على موقع قاعدة بيانات الفيلم (الإنجليزية)
- نتالي كاردون على موقع كينوبويسك (الروسية)